# Концентраційний горизонт
Концентраці́йний горизо́нт (рос. концентрационный горизонт, англ. producing horizon, main loading horizon, нім. fördernder Horizont m) — горизонт в шахті, кар'єрі, де накопичується корисна копалина з інших рівнів (поверхів, горизонтів). 
В кар'єрі концентраційний горизонт влаштовують при комбінованому кар'єрному транспорті в схемах циклічно-потокової технології розробки скельних порід і руд при глибині кар'єра понад 80—100 м. 
На концентраційному горизонті розташовують грохоти і дробарки. Крок періодичного перенесення концентраційного горизонту на кар'єрах становить 60—80 м.